# Parti travailliste croate
Le Parti travailliste croate (en croate : Hrvatski laburisti - Stranka rada littéralement Les travaillistes croates - Le Parti du travail) est un parti politique croate populiste de gauche. 
Il a été constitué en 2010 par un ancien syndicaliste, député élu sur la liste du Parti populaire croate - Démocrates libéraux (HNS) Dragutin Lesar.
Lors des élections européennes du 14 avril 2013, le Parti travailliste obtient un siège de député européen en dépassant les 5,77 %, Nikola Vuljanić.